# Rick Sylvester
Rick Sylvester (3 d'abril de 1942) és un escalador estatunidenc, saltador d'esquí i especialista de cinema. Sylvester va ser millor conegut per una escena d'acrobàcies en la pel·lícula de James Bond de James Bond, L'espia que em va estimar que es remunta al 1977, quan va esquiar des d'un penya-segat d'una muntanya com un doble de l'actor principal de Roger Moore per esquiar caiguda lliure. En obrir el paracaigudes, surten els colors de la Union Jack.

## Vida
Sylvester, que viu a la vall olímpica des de la dècada dels anys 60 del segle xx, on ocasionalment va pertànyer a la patrulla d'esquí, una mena de voluntari (?) Servei de rescat de muntanya amb esquís, va començar a atreure l'atenció com a esquiador i alpinista a una edat primerenca. Especialment en aquesta última disciplina en la qual es va formar a Suïssa, entre altres coses, la va portar a la gran habilitat. Una de les muntanyes pujades per ell com a escalador és el Mont Kenya, el segon cim més alt d'Àfrica.
Sylvester va atreure l'atenció del públic quan el 1971, amb l'ajuda d'esquís, va cridar l'anomenat salt BASE, d. h. un salt de paracaigudes que té un objecte fix com ara un gratacels o una muntanya com punt de partida, del qual va completar el monòlit El Capitán de Califòrnia al Parc Nacional de Yosemite. En el procés, primer va fer un salt d'esquí preparat des d'un gran començament des de la vora de la roca de més de 1.000 metres d'alçada per obrir un paracaigudes en caiguda lliure i lliscar amb seguretat cap a terra. El salt del Capitán, que Sylvester havia preparat a través d'una formació complementària de paracaigudisme, i que se suposava que repetia dues vegades, va portar a Sylvester l'atenció d'una agència de publicitat que el contractés per escenificar un truc similar per a un anunci publicitari del Canadian Club.

Aquest anunci publicitari, en el qual el paracaigudes de Sylvester va imitar el nom i l'esquema de color del producte, va fer dels productors de la pel·lícula de preproducció L'espia que em va estimar, una de les famoses sèries cinematogràfiques de l'agent secret britànic James Bond, a la vigília de Cap d'Any. amb atenció.
Van contractar a Sylvester per fer un truc semblant a la seva pel·lícula: en una foto presa al Mont Asgard a l'Illa de Baffin a Canadà, que més tard es va usar com a escena inicial de L'espia que em va estimar, Sylvester salta el doble del personatge de Bond, Roger Moore, Després d'una ràpida persecució en esquís a tota velocitat amb els seus esquís d'un penya-segat de muntanya cap a un abisme obert per obrir el seu paracaigudes en caiguda lliure, que es troba en els colors de l'Union Jack.
L'escena, que va ser presa amb quatre càmeres, inclosa una càmera d'helicòpter, i que encara es considera una de les acrobàcies més espectaculars de la sèrie, li va costar a la productora Metro-Goldwyn-Mayer, segons un comunicat per Sylvester en una entrevista amb 500.000 dòlars, el que el converteix en "el truc més car" la història del cinema; dels quals 30.000 $ van fluir directament com una tarifa en la vigília de Cap d'Any. 
Al mateix temps, Sylvester va establir un nou rècord mundial en salt base amb el seu salt d'una alçada de 3300 peus, a menys de 1100 metres.
A la pel·lícula de James Bond Només per als teus ulls de 1981, Sylvester va doblar un altre cop a Moore, aquesta vegada en una escena de muntanyisme.